# 76-й укреплённый район

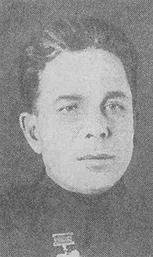
Пётр Иванович Саксеев, генерал-майор

76-й укреплённый район — формирование (воинская часть) Войск укреплённых районов РККА ВС СССР.
В литературе встречается наименование 76-й полевой укреплённый район. Сокращённое действительное наименование, применяемое в служебных документах — 76 ур. Сформирован в период с 24 апреля по 5 мая 1942 года в городе Кузнецк Пензенской области, на базе Приволжского военного округа.
Во главе 76-го укреплённого района с момента сформирования 24 апреля 1942 года по 1 ноября 1943 года стоял комендант полковник Пётр Иванович Саксеев.
Боевые действия 76-го укреплённого района начались с 20 августа 1942 года, когда спустя три месяца после сформирования — 1 августа 1942 года — по маршруту Кузнецк — Пенза — Ртищево — Саратов — Эльтон — Баскунчак — Волгоград, гарнизон 76 ур убывает на Юго-восточный фронт.
Прибыв на фронт, 76 ур занимает назначенный рубеж обороны на правом фланге 57-й армии, укрепляя участок Дубовый Овраг — восточный берег озера Сарпа — западный берег озера Цаца. С первых дней участия в обороне города Волгоград, боевые порядки 76-го ур подвергаются натиску со стороны противника. Обороняя занятые участки, 45 опаб и 49 опаб совместно с приданным в подчинение коменданта укреплённого района 108-м гвардейским стрелковым полком 36-й гвардейской стрелковой дивизии, успешно отражают неоднократные атаки 4-й танковой армии группы армий «Центр» на правый фланг 76-го ур.
С начала октября 1942 года, гарнизон 76-го укреплённого района, совместно с приданными 155-й танковой бригадой и 1188 иптап, принимают новый рубеж обороны обеспечивая стык флангов 57-й и 51-й армий, и занимая участок: западный берег озера Барманцак — западный берег озера Пришиб — восточный берег озера Унгун-Теречи. К концу декабря 1942 года часть сил 76-го укреплённого района в составе 46 опаб и 51 опаб продвигается вслед за наступающим фронтом 51-й армии, и занимают рубежи в районах Обильное — Элиста — водохранилище Нугра.
В ходе Ростовской операции 76-й укреплённый район находился во втором эшелоне 51-й армии Южного фронта и усиленный 186-м миномётным, 85-мм гаубичным полками 3-й артиллерийской дивизии прорыва — был введён в бой ночью 12 февраля 1943 года. Гарнизон укреплённого района, сменив части 3-го гвардейского механизированного корпуса, с утра смело атаковал врага в обход вокзала, помогая частям 87-й гвардейской и 126-й стрелковых дивизий уничтожить противостоящего противника и овладеть центральными кварталами Аксайской. Упорные бои шли в районах стекольного и кирпичного заводов и других промышленных предприятий. 13 февраля войска 51-й армии, обойдя Ростов с северо-востока, овладели населёнными пунктами Раковка, Большой Лог, Курган Коневодский, а к вечеру очистили Аксайскую от противника.
С окончанием Ростовской наступательной операции, советские войска приступили к преследованию отходящего в направлении реки Миусс противника. Вышедшие к реке подразделения 3-го гвардейского механизированного корпуса, 126-й стрелковой дивизии, 87-й гвардейской стрелковой дивизии, 4-го кавалерийского корпуса и других частей 51-й армии, к исходу февраля 1943 года оказались довольно поредевшими, и в течение нескольких дней вели упорные бои по овладению сильно укреплённой, и заранее подготовленной противником оборонительной системой района у села Ряженое. Восточная часть Ряженого непрерывно обстреливалась массированным огнём артиллерии и миномётов.
Гарнизон 76-го укреплённого района оставался в оперативном распоряжении 51-й армии Южного фронта и к середине февраля укреплял назначенные участки обороны в излучине рек Миусс и Каменка.
К 20-му февраля 1943 года части 51-й армии начали подготовку к новому наступлению, усилилась артиллерийская подготовка. Позиции 51 опаб 76-го укреплённого района располагались на западном берегу реки Миусс — с задачей сменить перешедшие 23 февраля 1943 года в наступление части 87-й гвардейской стрелковой дивизии и удерживать село Ряженое. По берегу реки Каменка, на рубеже Ивановка — Монастырный — Богдановка оборону обеспечивал 46 опаб.
Не получив для окружения донбасской группировки противника поддержки от Юго-Западного фронта, чьё продвижение сильно тормозилось отчаянно сопротивляющиеся частями Вермахта, командование Южного фронта решило приостановить наступление на запад и изменить направление удара на юг, где во взаимодействии с Азовской флотилией осуществить окружение и разгром Таганрогской группировки противника в рамках планирующейся Донбасской наступательной операции.
К началу лета 1943 года, гарнизон 76-го ур был придан в подчинение 44-й армии под командованием генерал-лейтенанта В. А. Хоменко и сосредоточился на побережье Азовского моря в направлении города Таганрог.
Приказом НКО № 202 от 5 мая 1943 года, за проявленную отвагу в боях за Отечество с немецкими захватчиками, за стойкость, мужество, дисциплину и организованность, за героизм личного состава при освобождении города Ростов-на-Дону, 76 укреплённый район преобразован в 1-й гвардейский укреплённый район. Согласно директиве Генштаба КА от 25 июля 1943 года за № Орг/2/137164 частям, входящим в состав 1-го гвардейского ур, присвоены новые общевойсковые номера.
Дальнейший боевой путь 76-го укреплённого района продолжался под наименованием 1-го гвардейского укреплённого района.

## Состав
В состав войск 76-го укреплённого района входили:
- управление (штаб).
- 36-й отдельный пулемётно-артиллерийский батальон (36 опаб).
- 45-й ордена Красной Звезды пулемётно-артиллерийский батальон (45 опаб) (с 05 февраля 1943 года входил в состав 115 ур).
- 46-й отдельный пулемётно-артиллерийский батальон (46 опаб).
- 49-й отдельный пулемётно-артиллерийский батальон (49 опаб).
- 51-й отдельный пулемётно-артиллерийский батальон (51 опаб).
- 168-й отдельный пулемётно-артиллерийский батальон (168 опаб).
- 170-й отдельный пулемётно-артиллерийский батальон (170 опаб).
- 161-я отдельная огнемётная рота (161 оор).
- 376-я отдельная рота связи (376 орс).

## Командный состав
- Заместитель коменданта по политической части
  - подполковник Александр Онуфриевич Мазуркин
- Начальник штаба:
  - 24.04.1942-20.11.1942 — майор Николай Фёдорович Лихолетов
  - хх.12.1942-хх.хх.хххх — полковник Василий Иванович Аргунов
- Начальник оперативного отдела
  - капитан Степан Матвеевич Андрошук
- Начальник артиллерии
  - полковник Александр Александрович Глотов
- Начальник инженерной службы
  - капитан Сергей Артемьевич Гулезов
- Начальник финчасти
  - xx.xx.xxxx-08.09.1942 — техник-интендант 2-го ранга Алексей Фёдорович Емелин
- Заведующий делопроизводством арттехснабжения
  - техник-интендант 2-го ранга Александр Фёдорович Дунаев